# Phấn trắng muộn
| Hệ/ Kỷ                                | Thống/ Thế   | Bậc/ Kỳ    | Tuổi (Ma) | Tuổi (Ma) |
| ------------------------------------- | ------------ | ---------- | --------- | --------- |
| Paleogen                              | Paleocen     | Đan Mạch   | trẻ hơn   | trẻ hơn   |
| Creta                                 | Thượng /Muộn | Maastricht | 66.0      | 72.1      |
| Creta                                 | Thượng /Muộn | Champagne  | 72.1      | 83.6      |
| Creta                                 | Thượng /Muộn | Santon     | 83.6      | 86.3      |
| Creta                                 | Thượng /Muộn | Cognac     | 86.3      | 89.8      |
| Creta                                 | Thượng /Muộn | Turon      | 89.8      | 93.9      |
| Creta                                 | Thượng /Muộn | Cenoman    | 93.9      | 100.5     |
| Creta                                 | Hạ/Sớm       | Alba       | 100.5     | ~113.0    |
| Creta                                 | Hạ/Sớm       | Apt        | ~113.0    | ~125.0    |
| Creta                                 | Hạ/Sớm       | Barrême    | ~125.0    | ~129.4    |
| Creta                                 | Hạ/Sớm       | Hauterive  | ~129.4    | ~132.9    |
| Creta                                 | Hạ/Sớm       | Valangin   | ~132.9    | ~139.8    |
| Creta                                 | Hạ/Sớm       | Berrias    | ~139.8    | ~145.0    |
| Jura                                  | Thượng /Muộn | Tithon     | già hơn   | già hơn   |
| Phân chia kỷ Creta theo ICS năm 2017. |              |            |           |           |

Creta muộn (100.5–66 Ma) là một trong hai thế của kỷ Creta theo niên đại địa chất. Phân vị địa tầng tương ứng với thế này là thống Creta muộn. Kỷ Phấn trắng được đặt tên dựa trên loại đá vôi trắng như phấn, xuất hiện phổ biến ở miền bắc nước Pháp và được tìm thấy ở các vách đá trắng miền đông nam nước Anh, có niên đại từ thế này.

## Khí hậu
Trong Creta muộn, khí hậu ấm hơn ngày nay, mặc dù từ đầu kỷ Phấn trắng, khuynh hướng lạnh đi là điều không thể tránh khỏi. Vùng nhiệt đới bị thu hẹp xuống vùng xích đạo, Bắc bán cầu đã có sự thay đổi điều kiện khí hậu rõ rệt theo mùa hơn.

## Địa lý
Do kiến tạo địa chất, châu Mỹ đang dần di chuyển về phía tây, Đại Tây Dương ngày càng mở rộng. Western Interior Seaway chia Bắc Mỹ thành nửa phía đông và phía tây; Appalachia và Laramidia. Tiểu lục địa Ấn Độ đang hướng về phía bắc tới châu Á.  Ở Nam bán cầu, Australia và Nam Cực vẫn còn kết nối Châu Phi và Nam Mỹ nhưng đang bắt đầu trôi ra xa. Châu Âu lúc này chỉ là một chuỗi đảo. Cư trú trên đó là những loài loài khủng long đặc hữu.

## Động vật có xương sống

### Khủng long
Đây là thời kỳ thành công lớn đối với khủng long, nhiều loại mới xuất hiện và sự đa dạng hoá các giống loài. Khủng long mỏ vịt, Ankylosauridae, và Ceratopsidae phất triển mạnh ở Asiamerica (Western North America and Eastern Asia). Tyrannosaurus là kẻ thống trị trong giới động vật ăn thịt lớn ở Bắc Mỹ..  Chúng cũng đã có mặt ở châu Á, mặc dù thường thì chúng nhỏ và không tiến hóa bằng giống loài ở Bắc Mỹ. Pachycephalosaurus  cũng đã xuất hiện ở cả Bắc Mỹ và châu Á. Dromaeosaurus cũng có sự phân bố địa lý tương tự, đã được ghi nhận ở cả Mông Cổ và Tây Bắc Mỹ. Trong khi đó therizinosaurus (trước đây được biết là segnosaurus) dường như chỉ tồn tại duy nhất ở châu Á. Gondwana sở hữu một hệ khủng long rất khác nhau, với hầu hết các động vật ăn thịt như abelisaurs và carcharodontosaurs; và Titanosaur là một trong số các loài động vật ăn cỏ đông đảo nhất. 

### Chim
Chim ngày càng trở nên phổ biến và đa dạng thay thế các thằn lằn bay đang bị suy giảm về số lượng và dần bi rút khỏi hệ sinh thái.

### Động vật có vú
Thú có túi và tổ tiên của động vật có vú có nhau thai cũng trở nên phổ biến. Tuy nhiên, động vật có vú vẫn còn có kích thước nhỏ.

### Sinh vật biển
Trong lòng đại dương, mosasaur đột nhiên xuất hiện và có một bước tiến hóa ngoạn mục. Cá mập hiện đại cũng xuất hiện và các nhóm plesiosauria khổng lồ như polycotylus (dài 3 mét) và elasmosauridae cổ dài (dài 13 mét) cũng trở nên đa dạng. Những kẻ săn mồi ăn có thứ ăn chủ yếu là những con cá teleost, và lần lượt chuyển sang các loại hình tiến hóa hơn gần với cá hiện đại (Neoteleostei). Mặt khác, Ichthyosaur và Pliosauroidea đã bị tuyệt chủng trong thời gian sự kiện thiếu oxy Cenomanian-Turonian.

## Thực vật
Gần cuối kỷ Creta, thực vật có hoa trở nên đa dạng. Ở vùng ôn đới, các loài cây quen thuộc như mộc lan, xá xị, hoa hồng, Sequoioideae và cây liễu có thể được tìm thấy với sự phong phú.